# Kot w butach (balet)
Kot w Butach – balet z muzyką Bogdana Pawłowskiego miał swoją prapremierę 12 października 1997 roku w Opera NOVA w Bydgoszczy. Następnie został wystawiony w Operze Dolnośląskiej (premiera 18 maja 2002 roku). Jest to drugi po Królewnie Śnieżce i siedmiu krasnoludkach balet Bogdana Pawłowskiego utrzymany w muzycznej konwencji postromantyzmu.